# 신주쿠니시구치역
신주쿠니시구치역(일본어: 新宿西口駅, しんじゅくにしぐちえき,)은 일본 도쿄도 신주쿠구에 있는 철도역이다. 역 번호는 E-01이다.

## 타는 곳

### 도쿄 도 교통국
| 1 | ○ 도에이 지하철 오에도 선 | 도초마에 방면 (네리마・히카리가오카 방면은 도초마에 역에서 환승) |
| 2 | ○ 도영 지하철 오에도 선   | 이다바시・료고쿠 방면                                            |

## 이용 가능 철도 노선
- 도쿄 도 교통국
  - ○ 오에도 선

## 승강장

### 오에도 선
- 관할 철도 회사: 도쿄 도 교통국
- 승강장 형태: 섬식 승강장 1면 2선
- 역 번호: E-01

## 역 주변
- 신주쿠 엘타워

## 역사
- 2000년 12월 12일 - 오에도 선 영업 개시.

## 인접역
| 도쿄 도 교통국 오에도 선 | 도쿄 도 교통국 오에도 선 | 도쿄 도 교통국 오에도 선            |
| ------------------------ | ------------------------ | ----------------------------------- |
| E 28 도초마에 방면       | 오에도 선                | E 02 히가시신주쿠 히카리가오카 방면 |